# Јелашци (Вишеград)
Јелашци су насељено мјесто у општини Вишеград, Република Српска, БиХ. Према попису становништва из 1991. у насељу је живјело 31 становника.

## Историја
Овде се догодио Масакр у Јелашцима.

## Становништво
Према попису становништва из 1991. године, мјесто је имало 31 становника.A 2013 свега 1 становник.
| Демографија | Демографија | Демографија |
| Година      | Становника  | Становника  |
| ----------- | ----------- | ----------- |
| 1961.       | 74          |             |
| 1971.       | 67          |             |
| 1981.       | 47          |             |
| 1991.       | 32          |             |
| 2013.       | 01          |             |